# Mohammed Abdelkrim El Khattabi

Ajdir (op de kaart 'Axdir'), de geboorteplaats van Abdelkrim, ligt een paar kilometer van Al Hoceima ('Villa Alhucemas')

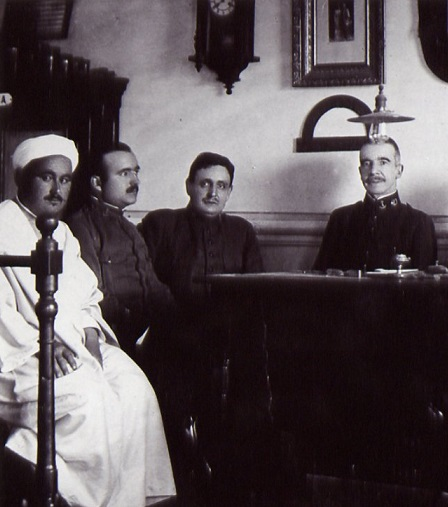
Abdelkrim met Spaanse bestuurders in Melilla, een jaar vóór het uitbreken van de opstand (1919).

De overwinningen van Abdelkrim.

Vlag van de Rif-Republiek, uitgeroepen in 1921.

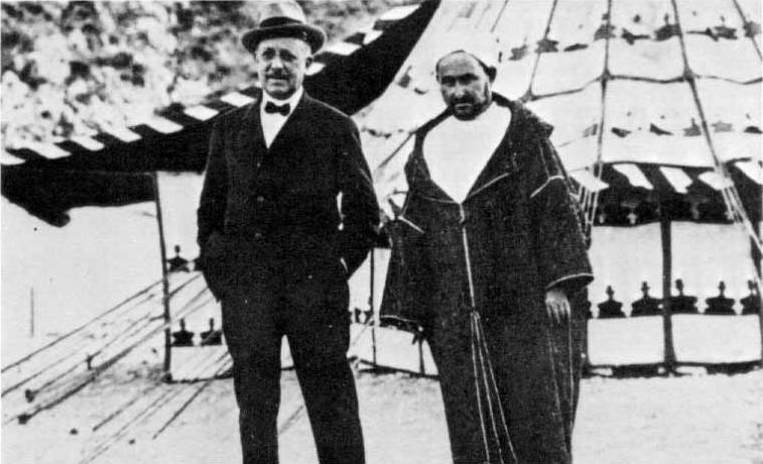
Abdelkrim met de Spaanse bemiddelaar Horacio Echevarrieta (1923).

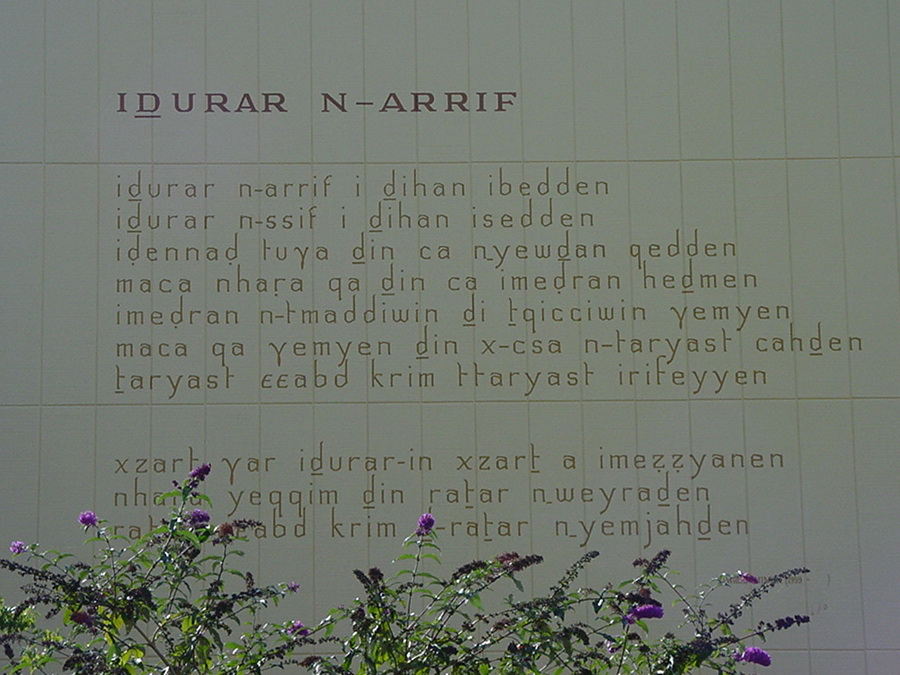
Muurgedicht De bergen van de Rif van Mimoun El Walid in Leiden, over Adbelkrim

Mohammed Abdelkrim El Khattabi of Moulay Mohand (Arabisch: محمد بن عبد الكريم الخطابي), beter bekend als Abdelkrim (Arabisch: عبد الكريم) (Ajdir, 1882 of 1883 - Caïro, 6 februari 1963), was een Marokkaanse politiek en militair leider, en de president van de Republiek van de Rif dat bestond van 1921-1926.
Abdelkrim en zijn broer M'Hammad leidden een grootschalige opstand van een coalitie van Riffijnse stammen tegen de Spaanse en Franse protectoraten van de Rif en de rest van Marokko. Zijn guerrillatactiek, waaronder het allereerste gebruik van tunneling als techniek van moderne oorlogsvoering, had een directe invloed op andere revolutionairen uit dezelfde periode: Ho Chi Minh, Mao Zedong en Che Guevara haalden de tactieken van Abdelkrim aan in hun memoires en brieven. Hij werd ook een van de belangrijkste figuren van het Arabisch nationalisme (panarabisme), dat hij actief steunde. Abdelkrim zag het panarabisme vooral als antikoloniale beweging.

## Jeugd
Mohammed Abdelkrim El Khattabi werd geboren in 1882 of 1883 in de nederzetting Ajdir, Marokko. Hij was de zoon van Abd al-Karim al-Khattabi, een kadi van de Ait Youssef ou Ali-clan van de Riffiaanse Ait Ouriaghel-stam. Abdelkrim's vader werd in de jaren 1880 door Hassan I tot kadi benoemd, net zoals zijn grootvader daarvoor al was.
In de memoires van Abdelkrim, geschreven door Jacques Roger-Mathieu, traceert hij zijn afkomst tot een zekere patriarch genaamd Zar'a, afkomstig uit Yanbu in de Hejaz, behorend tot een Arabische stam die bekend staat als Ouled Sidi Mohammed ben Abdelkrim. Er wordt aangenomen dat Zar'a naar de Rif is geëmigreerd en zich in de 10e eeuw onder de Beni Ouriaghel heeft gevestigd.
De meerderheid van de Marokkaanse en Arabische auteurs beschouwt de familie van Abdelkrim als Arabisch, hoewel dit mogelijk komt van een ideologische perspectief en niet direct van handliggende bewijs. Andere Europese auteurs zoals historicus Germain Ayache en antropoloog Robert Montagne onderstelden dat de familie van Abdelkrim volledig van Berberse afkomst was. Dit is waarschijnlijk, aangezien de Riffijnen van Berberse afkomst waren en Abdelkrim tot de Ait Waryaghar stam behoorde.
Ook onderstelde Abdelkrim persoonlijk dat hij van Berberse afkomst was. In een interview in Egypte voor de krant Akher Saa in 1935 zei hij het volgende hierover:
Ik ben van Berbers ras en ik weet niet in hoeverre u ons onderschat, maar ik bevestig niettemin dat de Berbers geavanceerde mensen zijn, die veel beschavingen hebben geërfd. U weet bijvoorbeeld niet dat ik als Berber van Joodse (religie) afkomst ben. Mijn voorouders werden vervolgens christenen en daarna moslims. Nu spreken we Arabisch, de taal van de Koran, en begrijpen we onszelf in het Berbers, de taal van onze voorouders.
Door sommigen werd Abdelkrim de voorouders Umar ibn al-Khattab en Idris II, stichter van de stad Fez toegeschreven. Desondanks beweerden de Franse koloniale autoriteiten dat Abdelkrim "een Idrisidische opkomst had gesmeed" om legitimiteit te verwerven naar de Marokkaanse religieuze traditie. Volgens Mohammed Azarqan, de minister van Buitenlandse Zaken van de voormalige Republiek van de Rif, kwam zijn achternaam van de Aït Khattab-clan van de Ait Ouriaghel en had hij geen relatie met Umar ibn al-Khattab. Historicus María Rosa de Madariaga ontkende ook de vermeende sjarifische afkomst van Abdelkrim.
Abdelkrim ontving het gebruikelijke vormende onderwijs op een plaatselijke school in Ajdir en bezocht vervolgens een instituut in Tetouan. Op 20-jarige leeftijd studeerde hij twee jaar in Fez aan de madrasa's Al Attarine en Saffarin, en schreef zich vervolgens in als student aan de Universiteit van al-Qarawiyyin, 's werelds oudste instelling voor hoger onderwijs. Zowel Abdelkrim als zijn broer M'Hammad kregen een Spaanse opleiding, de laatste studeerde mijnbouwkunde in Málaga en Madrid. Beiden spraken vloeiend Spaans en Riffijns.

## Abdelkrim in Melilla
Na zijn studies vestigde Abdelkrim zich in Melilla. Als leraar onderwees hij Arabisch en Riffijns aan Spaanstaligen en hij werkte als vertaler uit het Spaans. Kort daarna wordt hij Arabischtalige secretaris op het Spaanse ministerie van Binnenlandse Zaken, het Oficina Central de Asuntos Indígenas (OCTAI). Af en toe kreeg hij opdrachten van de spionagedienst van de Spanjaarden. Hij ging ook schrijven voor het Spaanse tijdschrift El Telegrama del Rif (1908-1915), waarin hij zich uitsprak voor samenwerking met de Europeanen in het belang van ontwikkeling.
In 1913 werd hij aangesteld tot kadi verbonden aan de Shari'a rechtbank in Melilla om recht te spreken over Islamitische ingezeten van de Spaanse enclave, maar dit was een kort leven beschoren. Hij werd ontslagen als ambtenaar en rechter met als officiële reden dat hij te Duitsgezind zou zijn. Ook had hij zich ertegen gekant dat de Spanjaarden de nog niet bezette delen van hun protectoraat zouden innemen. Van september 1915 tot augustus 1916 zat hij hiervoor in hechtenis.

## De rol van Abdelkrim in de opkomst en ondergang van de Republiek van de Rif
In de 19e eeuw werd Marokko gekarakteriseerd door Alawitische heersers die persoonlijke rijkdom nastreefden en geen interesse hadden in modernisering van handel, nijverheid of landbouw. In 1912 werd Marokko een Frans-Spaanse protectoraat. Abdelkrim, zo werd duidelijk uit de artikelen die hij schreef als journalist, had een visie waarin hij een toekomst zag in modernisering en onafhankelijkheid van zijn land. Hij leidde de opstand tegen de Spaanse overheersing van 1921-1926, en richtte in 1921 de Rif-Republiek op.
De Spanjaarden leden aanzienlijke verliezen in deze strijd, vooral na de Slag om Annual in 1921, waarbij duizenden Spaanse soldaten omkwamen. Abdelkrim werd een legende en de Riffijnen versloegen de Spaanse troepen op verschillende fronten. Spanje en Frankrijk combineerden hun krachten, maar de inzet van chemische wapens tegen de Riffijnen leidde niet onmiddellijk tot de overwinning. Uiteindelijk, in 1926, voelde Abdelkrim zich gedwongen zich over te geven aan de Fransen, die hem naar Réunion verbannen. Zijn verzet werd echter een symbool van onafhankelijkheidsstrijd in de Arabische wereld.

## De verbanning van Abdelkrim

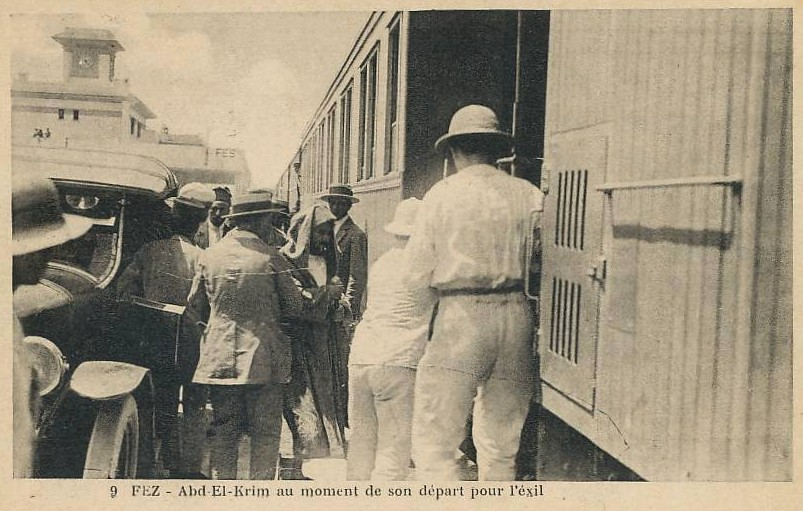
De verbannen Abd el-Krim stapt op de trein naar Tanger, vanwaar hij zou inschepen naar Réunion (1926).

Abdelkrim veronderstelde dat de Fransen minder wraakzuchtig dan de Spanjaarden zouden zijn en daarom besloot hij op 27 mei 1926 zich aan hen over te geven. De Fransen hebben hem samen met zijn gezin, en met zijn broer M'hammed en diens gezin, vervolgens via hun kolonie Puducherry in India naar het eiland Réunion in de Indische Oceaan, tussen Madagaskar en Mauritius, gestuurd. Hij leefde er tot 1929 in het Kasteel Morange en vestigde zich dan met zijn gevolg in Trois-Bassins. Na twintig jaar besloten de Fransen hem in 1947 naar Nice over te brengen. Maar Abdelkrim kon tijdens een stop in Suez ontsnappen en vond asiel in Egypte. Daar werkt hij met de pan-Arabisten in de Maghreb-regio samen in de Liberation Committee of the Arab West totdat hij zich begin jaren 1950 uit de samenwerking terugtrok.
Na zijn verbanning zou Abdelkrim nooit meer terugkeren naar Marokko.

## Na de officiële onafhankelijkheid van Marokko
Toen Marokko in 1956 officieel onafhankelijk werd, vroeg de Marokkaanse sultan Mohammed V hem naar Marokko terug te keren. Maar Abdelkrim zag daar het nut niet van in: volgens hem was Marokko nog steeds bezet en ingeschakeld in Franse belangen. In 1958, tijdens een nieuwe opstand in de Rif, was zijn terugkeer een van de achttien eisen van de rebellen. Ze haalden het niet en Abdelkrim bleef in Egypte. Na de invoering van de grondwet van 1962 door Hassan II, maakte hij zijn bezwaren kenbaar. Hij hekelde de koninklijke macht en stelde dat die grondwet niets met democratie te maken had en heimelijk voor de kolonialen was gemaakt.
In 1963 stierf Abdelkrim in Caïro. Egyptisch president Gamal Abdel Nasser kende hem een staatsbegrafenis toe, en een plaats in het heldenperk van de Al Abbassia begraafplaats in Abbassia, gelegen in het Al-Daher district in Caïro.

## Invloed
Abdelkrims strijd wordt als bron van inspiratie voor andere revoluties tegen het Europees kolonialisme in noordelijk Afrika beschouwd, onder andere in Algerije, Tunesië en Libië. Door de overwinning en het uitroepen van de onafhankelijkheid werd Abdelkrim een beroemde vrijheidsstrijder, wiens foto's werden gepubliceerd in Afrika en Anatolië en zijn militaire tactieken werden in andere onafhankelijkheidsoorlogen herhaald. Onder meer Ho Chi Minh memoreerde aan Abdelkrims overwinningen als een bron van inspiratie in zijn correspondentie, en ook van Mao Zedong en Che Guevara is beschreven dat ze van zijn guerrillatactieken leerden.

## Marokkaanse postzegel
In 2016 werd Abdelkrim's beeltenis gekozen als een van de onderwerpen voor een nieuwe lijn postzegels van het Marokkaanse postbedrijf Poste Maroc.

## Persoonlijke memoires
- Abdelkrim en J. Roger-Mathieu, Mémoires d'Abd el Krim, Librairie des Champs Élysées, Parijs, 1927

## Documentaire
- Abdelkrim et la guerre du Rif (Daniel Cling, 2011)

## Voetnoten
1. 1 2  de Boer, Sietske (2013). Het volk van Abdelkrim - actualiteit en geschiedenis van de Marokkanse Rif. Wijdemeer. ISBN 978-90-818521-9-7.
2. ↑  Montagne, Robert (1947). "Abd el Krim". Politique étrangère. 12 (3): 301–324. doi:10.3406/polit.1947.5495.. Gearchiveerd op 8 juni 2025.
3. ↑  Pennell, C.R. (2004). "Muḥammad b. ʿAbd al-Karīm". In Bearman, P.; Bianquis, Th.; Bosworth, C.E.; van Donzel, E.; Heinrichs, W.P. (eds.). Encyclopaedia of Islam. Vol. XII (2nd ed.). Leiden, Netherlands: E. J. BRILL. ISBN 9004139745..
4. ↑  Castro, Fidel; Ramonet, Ignacio. Fidel Castro: My Life - A Spoken Autobiography. Translated by Hurley, Andrew. p. 680..
5. ↑  Er, Mevliyar (2015), "Abd-el-Krim al-Khattabi: The Unknown Mentor of Che Guevara", Terrorism and Political Violence, 27 (5): 137–159, doi:10.1080/09546553.2014.997355, S2CID 145622371. Gearchiveerd op 28 mei 2024. Geraadpleegd op 28 mei 2024.
6. ↑  Heptulla, Najma (1991). Indo-West Asian Relations: The Nehru Era. Allied Publishers.. ISBN 978-81-7023-340-4. Gearchiveerd op 28 mei 2024. Geraadpleegd op 28 mei 2024.
7. 1 2 3  (en) Shannon Fleming, Abd el-Krim: Berber Leader, Moroccan Resistance Fighter. Encyclopedia Britannica. Encyclopedia Brittanica. Gearchiveerd op 14 juli 2024. Geraadpleegd op 10 mei 2024.
8. ↑  de Boer, Sietske (2013). Het volk van Abdelkrim. Wijdemeer Leeuwarden, p. 66. ISBN 9789081852197.
9. ↑  Roger-Mathieu, Jacques (20 juni 2022). [12 Abd-el-Krim (30 June 2022). Mémoires d'Abd-el-Krim.], Héritage. p. 53. ISBN 978-2-493295-45-3.. Gearchiveerd op 28 mei 2024. Geraadpleegd op 28 mei 2024.
10. ↑  Tahtah, Mohamed. Entre pragmatisme, réformisme et modernisme: le rôle politico-religieux des Khattabi dans le Rif (Maroc) jusqu'à 1926.. Rijkuniversiteit te Leiden, pp. 21, 64..
11. ↑  Tahtah, Mohamed (1995). Entre pragmatisme, réformisme et modernisme: le rôle politico-religieux des Khattabi dans le Rif (Maroc) jusqu'à 1926.. Rijkuniversiteit te Leiden, pp. 21, 64.. Gearchiveerd op 28 mei 2024. Geraadpleegd op 28 mei 2024.
12. ↑  de Madariaga, María Rosa  (19 juli 2021). La figure d’Abdelkrim Al Khattabi à la hauteur de notre temps:. Gearchiveerd op 11 mei 2024. NAQD  Hors-série 5 (1): 15–24. ISSN:1111-4371. DOI:10.3917/naqd.hs5.0015.
13. ↑  Miège, J.-L.  (1 november 1984). 'Abd el-Krim. Gearchiveerd op 11 mei 2024. Encyclopédie berbère  (1): 73–77. ISSN:1015-7344. DOI:10.4000/encyclopedieberbere.1231.
14. ↑  (ar) "https://archive.org/details/akher-saa-1935-1936/Akher%20Saaa%201930s%2040s/Akher-Saa-1950-1952%20%281%29/page/n2191/mode/2up", archive.org, 1 januari 1935. Geraadpleegd op 16 maart 2023. – via Akher Saa.
15. ↑  de Boer, Sietske (2013). Het volk van Abdelkrim: actualiteit en geschiedenis van het Marokkaanse Rif. Wijdemeer Leeuwarden, p. 78. ISBN 978-90-818521-9-7.
16. ↑  (en) News, youssef El kaidi-Morocco World, Mohammed Ben Abdelkrim El Khattabi: the Immortal Legend of an Exceptional Hero. www.moroccoworldnews.com. Gearchiveerd op 17 april 2021. Geraadpleegd op 24 november 2024.
17. ↑  Fidel Castro, My Life. A Spoken Autobiography, 2008, p. 680
18. ↑  Marokkaanse held Abdelkrim El Khattabi op postzegel. Marokko Nieuws (7 januari 2016). Gearchiveerd op 11 februari 2016. Geraadpleegd op 24 november 2024.

- Biblioteca Nacional de España: XX1172734
- Bibliothèque nationale de France: cb12651376t (data)
- Catàleg d'autoritats de noms i títols de Catalunya: 981058520628806706
- Gemeinsame Normdatei: 11864646X
- International Standard Name Identifier: 0000 0001 1918 4514
- Library of Congress Control Number: n50057528
- Nationale Bibliotheek van Tsjechië: jn19990000008
- Nationale Bibliotheek van Israël: 987007257310505171
- Nederlandse Thesaurus van Auteursnamen: 073280992
- Istituto Centrale per il Catalogo Unico: LO1V288132
- LIBRIS: 175132
- Système universitaire de documentation: 050593374
- TDVİA: abdulkerim-el-hattabi
- Virtual International Authority File: 5052928